# Oxira sciera
Oxira sciera là một loài bướm đêm trong họ Noctuidae.